# Y hembra es el alma mía
Y hembra es el alma mía es una película documental, estrenada en 1994, de la directora cubana Lizette Vila. El mediometraje explora la vida de las personas transexuales y travestis en Cuba. Es la primera producción cinematográfica de la isla que aborda este tema.
La película no tuvo distribución en salas de cine, y no ha tenido una amplia divulgación. Aun así, según su directora, la película abrió una línea de investigación y ayudó a diversas personas a plantearse su identidad de género.